# Adinandra cordifolia
Adinandra cordifolia là một loài thực vật có hoa trong họ Pentaphylacaceae. Loài này được Ridl. mô tả khoa học đầu tiên năm 1938.